# ヴィトーリア (ブラジル)
ヴィトーリア（ポルトガル語: Vitória [viˈtɔɾjɐ]）は、ブラジル南東部のエスピリトサント州の州都。ヴィトリア、ビトリアとも表記する。人口は36万5855人（2020年）。面積が比較的小さいため市の人口は大きくないが、都市圏人口は約185万人である。

## 地理
ヴィトーリアは北をセラ、南をヴィラ・ヴェーリャ、西をカリアシカと接し、東は大西洋に面している。レジアン・メトロポリターナ・ダ・グランジ・ヴィトーリア（Greater Vitória Metropolitan Region）という都市圏の中心都市である。
都市圏の地勢は、ヴィトーリア湾と、サンタマリア川、ブブ川、マリニョ川、アリビリ川ら河川の河口、そして小島、丘陵地帯、洞窟、マングローブ林、砂浜などで構成される。
ヴィトーリア湾は、大陸の一部分である34の小島からなる多島海である。一帯の面積は合計で104.26平方kmで、これには最大の島ヴィトーリア島、沿岸の島々全て、河口の島々、トリンダージ、マルティン・ヴァスといった沖合の島々が含まれている。元々、この地には50の島々があった。しかしその多くは埋め立てによってヴィトーリア島の一部となった。
島にあるヴィトーリア市と本土は6つの橋で連絡している。州政府は、新たな橋の計画に着手している。ヴィトーリア湾の景観は美しく、砂浜、島々、港湾、ヴィラ・ヴェーリャにあるペーニャ修道院が見える。
ヴィトーリアは、ブラジル国内にある「島に建設された州都」3つのうちの1つである（他はフロリアノーポリス、サン・ルイス）。
地質学的には、島は大陸の延長である。海に囲まれた花崗岩の上にあり、マングローブ林と湿地に囲まれている。ヴィトーリア島の最高地点は、フォンチ・グランジ丘の308mで、花崗岩の露出は296mあるペドラ・ドス・オリョス、194mのサン・ベネディト丘で見られる。
気候は熱帯気候で湿度が高く、月間平均最高気温は30.4℃、月間平均最低気温は24℃で、10月から1月までの間が主に激しい雨季である。

## 歴史
島は、ポルトガル貴族ヴァスコ・フェルナンデス・コウティニョがヴィラ・ヴェーリャへ到着した後、短期間のうちに人が暮らすようになった。最初コウティニョはヴィラ・ヴェーリャへ入植したが、すぐにそこが本土として人気が集まり危険が増加したのである。その他の理由として、オランダ人商人やフランス人商人がサトウキビを求めて攻撃してきたことも、この島を植民者の居住地として選択する一因となった。
19世紀の前半、ヴィトーリアはまだ、狭く無秩序な小路のある、進歩の遅れた農業の町であった。当時の商業中心地は、カショエイロ・デ・イタペミリンであった。当時の商業の歳入は、ヴィトーリアよりむしろリオ・デ・ジャネイロへ及んでいたのである。1889年、政府が共和制を選択した後、知事は州都の現代化を決めた。
1892年、24年もの間実権を握った知事ムニス・フレイレは、道路を舗装し、市の拡大化を計画し、70億フランの融資を取り決めてカショエイロ・デ・イタペミリンへつながる鉄道のレールを建設するなど、リーダーシップを発揮した。ムニス・フレイレは輸出、州都を通り過ぎる歳入、そして成長の促進へ向けるつもりであった。
1894年以降、町は成長の兆しを見せた。それは主にコーヒーの高値によるヴィトーリア港の活動が煽っていた。当時、コーヒーは州の主要輸出品であった。この増加する経済活動によって金がもたらされ、市の現代化に拍車がかかった。
1908年、ジェロニモ・モンテイロが州知事となり、都市化の発展が続いた。彼の在任中、商業中心地としてヴィトーリアはカショエイロ・デ・イタペミリンを凌いでいた。これは、1911年に2つの市をつなぐ鉄道路線が完成し、港湾設備が改善したことに助けられていた。この時代、学校の建設、モスコゾ公園の建設、サンタ・カーザ・ダ・ミゼリコルディア病院の建設、そしてサント・アントニオ墓地の建設と言った計画に着手した。モンテイロは、公共の公文書館、州立図書館、州立美術館といった施設の創設も遂行した。
1942年にはヴィトーリア・ミナス鉄道が完成してイタビラ鉱山の鉄鉱石が運び込まれるようになり、1966年にはトゥバラン港が開港してリオドセ（現ヴァーレ）社の輸出港として発展した。

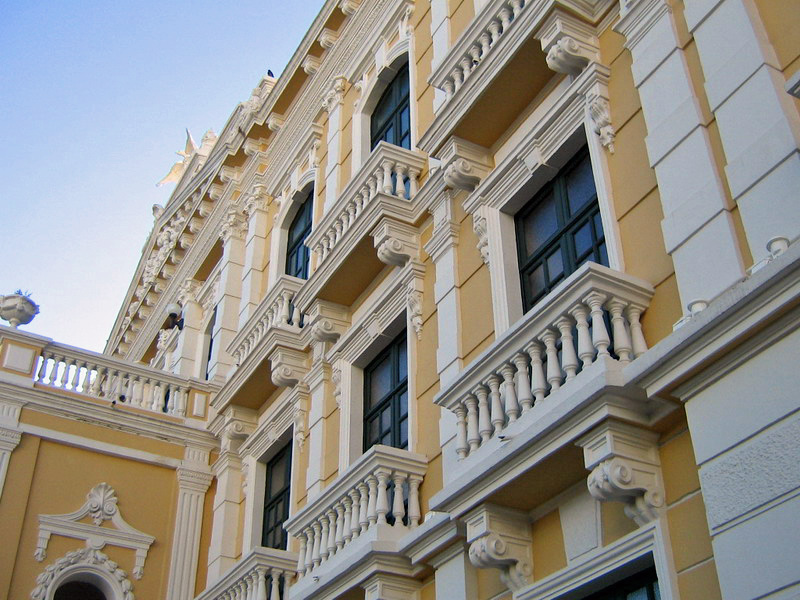
ダウンタウンにある、アンチエタ邸

## 経済

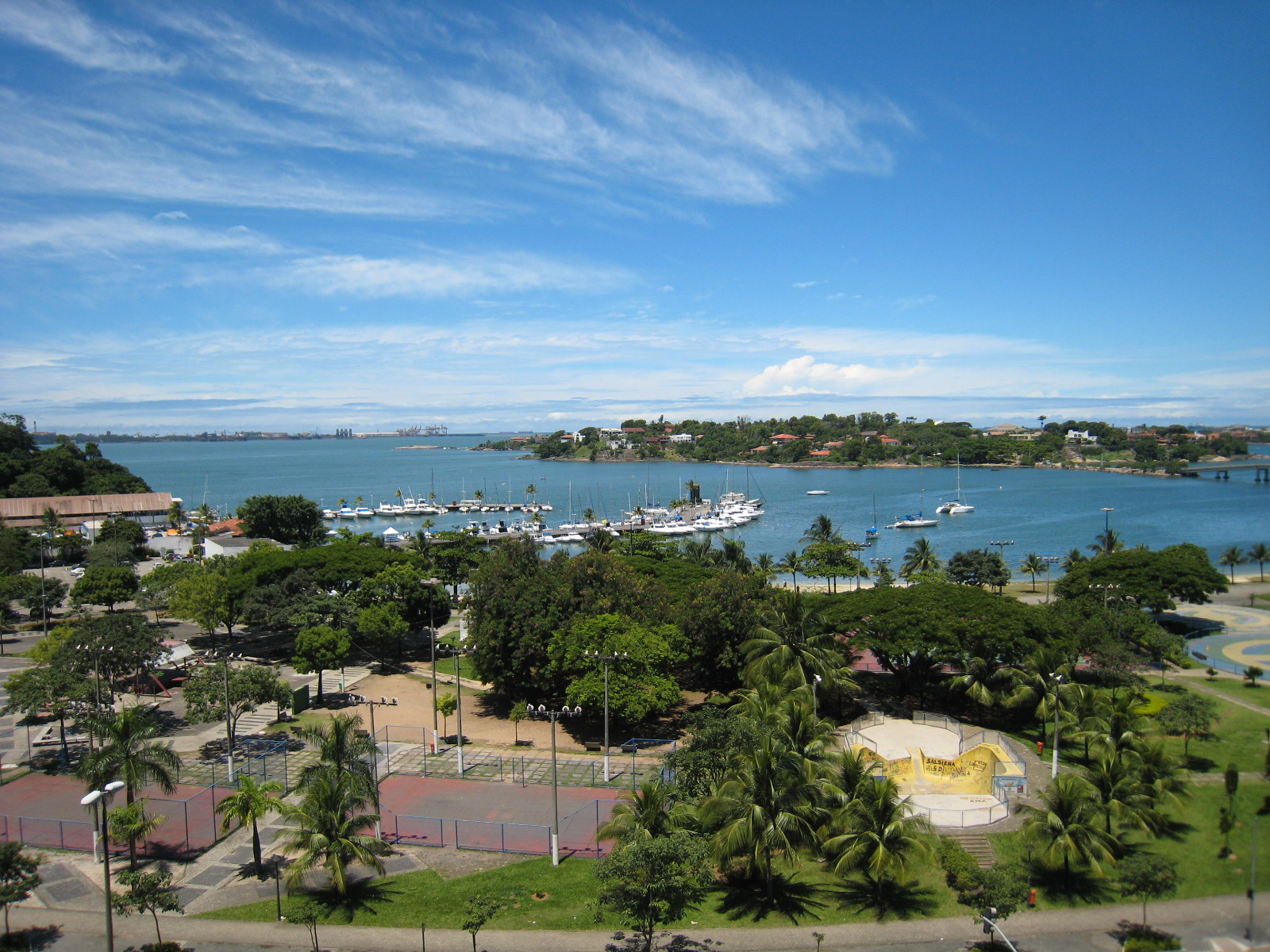
ヴィトーリアのビーチ

ヴィトーリア経済は貿易を強固な地盤としている。重要な港湾都市で、三つの港湾を持つ。地元で生産される農産品、また工業製品を輸出する、地域で非常に重要な機能である。ヴィトーリアの最初の強力な経済活動は、1900年代初頭のコーヒーであった。重要なコーヒー積み出し港、取引市場となり、リオ・デ・ジャネイロ、サントスと並んだ。

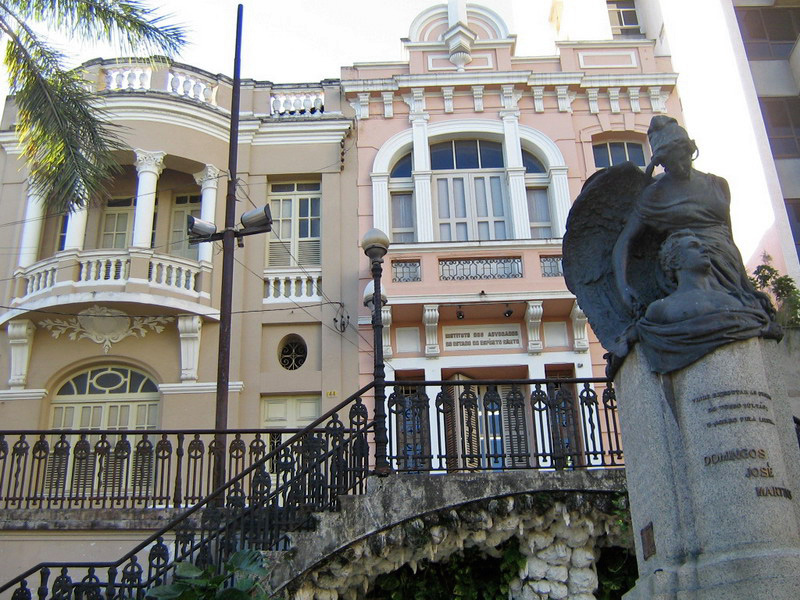
ヴィトーリアの弁護士協会

経済が多様化してから、今日は鉄鉱石製造、製鉄業の工業団地が大きな部分を占めるようになった。
さらに近年、石油は経済に主要な後押しをするようになってきている。エスピリトサント州はここ数年、ブラジル有数の石油製品製造の都市となっている。増加するビジネスの会議と、急速に成長する不動産は石油関連の経済活動にも影響を与えている。サービス業はよく発展し、市経済の重要な部分を担う。
市のGDPはR$ 14,993,650,000（2005年）である。
市民の平均年収（per capita income）は、R$ 47,866 (2005年)である。

## 教育
- エスピリトサント連邦大学（Universidade Federal do Espírito Santo - Ufes）
- Instituto Federal do Espírito Santo (Ifes) -- a.k.a. Centro Federal de Educação Tecnológica do Espírito Santo (CEFETES), Escola Técnica Federal do Espírito Santo (ETFES)

## 交通
- エウリコ サレス空港（Eurico Sales Airport）
- ヴィトーリア港　-　ヴィトーリア湾が狭いため、入港がブラジル一難易度が高いとされている。
- トゥバラン港（ポルトガル語版）　-　1960年代にリオドセ（現ヴァーレ）社によって設計された港。1966年開港。海からのアクセスが容易。

## スポーツ
- リオ・ブランコAC - サッカークラブ

## 姉妹都市
- 大分市、日本
- ハバナ、キューバ
- マントヴァ、イタリア
- ダルムシュタット、ドイツ
- ダンケルク、フランス
- ヴィラ・ヴェーリャ、ブラジル
- レシフェ、ブラジル
- カスカイス、ポルトガル
- 珠海市、中国

## 著名出身者
- ルアン・ガルシア - サッカー選手
- フラヴィオ・サラマンカ - バレエダンサー
- パウロ・メンデス・ダ・ロシャ - 建築家
- リャンコ - サッカー選手
- ジェオヴァニ・シウヴァ - サッカー選手、政治家
- エスキバ・ファルカン - プロボクサー
- ブルーノ・メネゲウ - サッカー選手